# Leidyula floridana
Leidyula floridana är en snäckart som först beskrevs av Joseph Leidy 1851.  Leidyula floridana ingår i släktet Leidyula och familjen Veronicellidae. Inga underarter finns listade i Catalogue of Life.

## Bildgalleri

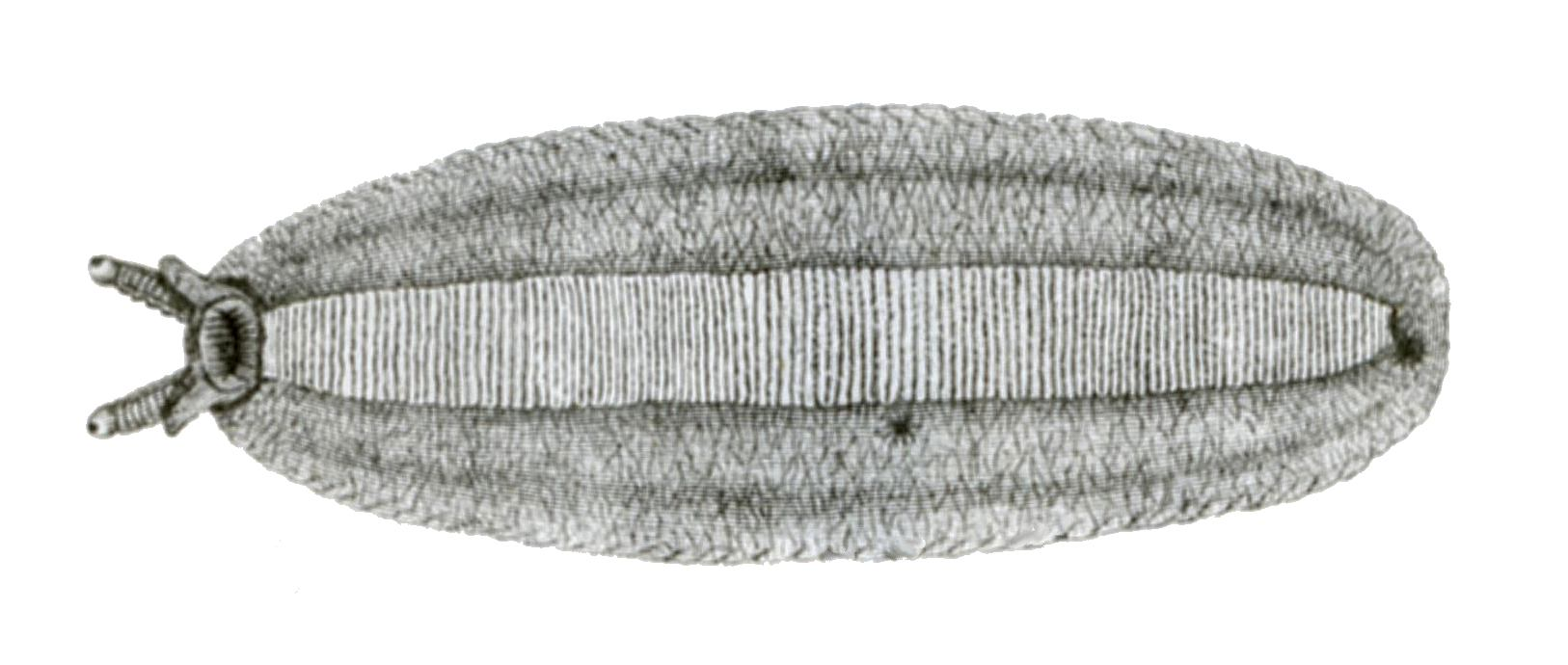
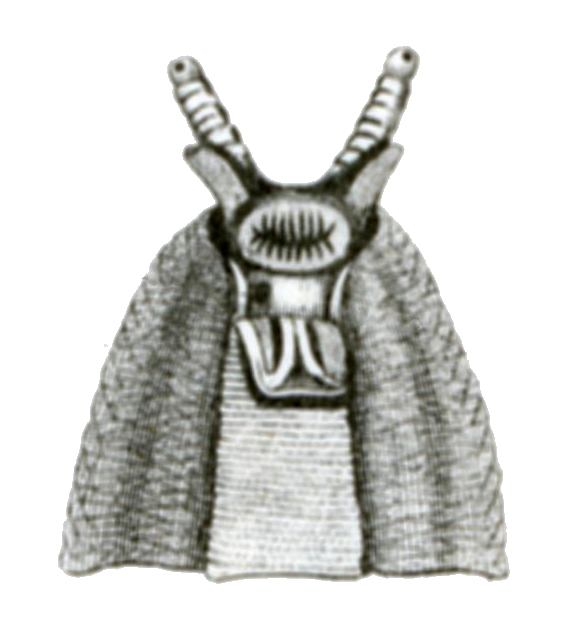
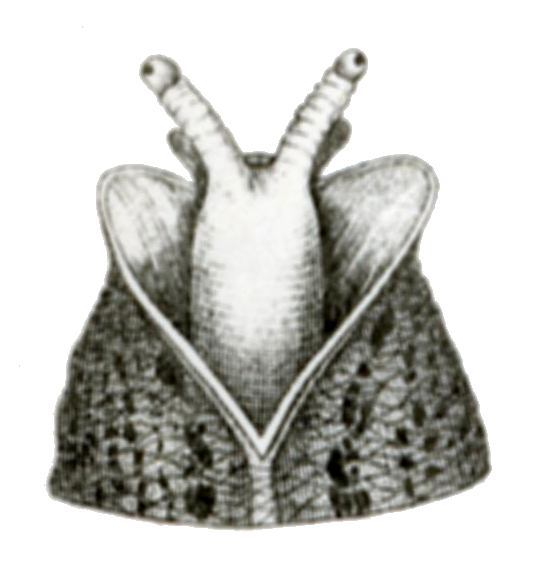